# León (Nicaragua)
 For alternative betydninger, se León. (Se også artikler, som begynder med León)
León er en by og kommune i Nicaragua, med 201.100 indbyggere i kommunen (2012). Byen er landets kulturelle centrum med Mellemamerikas største domkirke og det næstældste universitet.

## Historie
León blev grundlagt af spanierne i 1524. Efter at være blevet ødelagt af Momotombo-vulkanen, blev byen flyttet i 1610 fra León Viejo ved Managua-søen til dens nuværende beliggenhed lige nord for den gamle indianske by ved navn Sutiava.